# Sjálvstýri
Sjálvstýri (deutsch: „Selbstverwaltung“) ist eine sozialliberale Partei der Färöer, die von 1909 bis Juni 2015 Sjálvstýrisflokkurin („Selbstverwaltungspartei“) hieß. Die Partei hatte sich in der Vergangenheit für eine weitgehende Selbstverwaltung der Färöer starkgemacht.
Bei den Parlamentswahlen im September 2015 erreichte sie 4,0 Prozent der Wählerstimmen und erhielt zwei Sitze im Løgting.

## Geschichte

Die ersten acht Abgeordneten der Selbstverwaltungspartei 1906. Unter anderem Mads Andreas Winther (stehend ganz rechts), Jóannes Patursson (vorne, 2.v.l.) und Símun av Skarði rechts neben ihm.

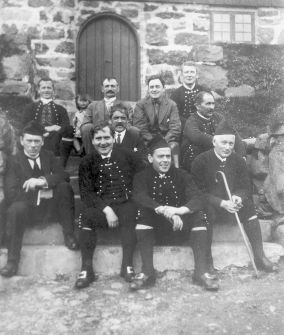
Die Løgtingsabgeordneten des Sjalvstyrisflokkurin zu Besuch bei Jóannes Patursson in Kirkjubøur. Um 1930. Von links nach rechts in der obersten Reihe Jacob Johs. Matras, Niclas Niclasen, Edward Mitens und Nyholm Debess, in der mittleren Reihe Kristian L. Kristiansen sowie Jóannes Patursson, und in der untersten Reihe Johan Hendrik Poulsen, Johan Kallsoy, Símun Petur Zacharissen und Gunnar Winther.

Die Partei wurde 1909 gegründet und gehört damit zu den ältesten Parteien auf den  Färöern. Zwar existierte die Partei informell bereits 1906, als sich der Sambandsflokkurin zur Løgtingswahl stellte, doch erst 1909 konstituierte sie sich als zweite Partei auf den Färöern. Erster Vorsitzender war Jóannes Patursson.
Im Gegensatz zur Unionistenpartei Sambandsflokkurin trat Sjálvstyri für die Autonomie der Färöer von Dänemark ein. Sie vereinte also die nationalistischen Kräfte, die sich bereits auf dem Weihnachtstreffen der Färöer 1888 vereint hatten. Zunächst war die Selbstverwaltungspartei in der Minderheit, konnte aber erstmals 1918 die Mehrheit der Abgeordneten stellen. Bei der Løgtingswahl 1936 wurde sie zwar größte Partei, es kam aber durch die anstehende Bodenreform auf den Färöern zu einem Streit, der zu einer Kampfabstimmung um den Vorsitz zwischen dem bisherigen Vorsitzenden Jóannes Patursson und seinem Herausforderer Edward Mitens führte. Mitens konnte die Abstimmung für sich entscheiden und blieb bis 1939 Vorsitzender des Sjalvstyrisflokkurin. Patursson hingegen war äußerst unzufrieden mit der Entwicklung und verließ seine Partei nach einiger Zeit. 1939 gründete Jóannes Patursson zusammen mit anderen Unzufriedenen sowie Thorstein Petersens Vinnuflokkurin eine neue Partei, den Fólkaflokkurin, der eine radikale Linie hinsichtlich der Selbstverwaltung fuhr. Völlige Loslösung von Dänemark war das Ziel dieser Partei. Durch den Krieg und die Besetzung hatte sich die Lage völlig verändert und der Fólkaflokkurin konnte sich in dieser Zeit auf Kosten des Sjalvstyrisflokkurin profilieren. Nach der Løgtingswahl 1943 war sie überhaupt nicht mehr im Parlament vertreten. Sjálvstyri verlor so über den Krieg stark an Gewicht und hat sich davon nie wieder erholt. Erst nach der Løgtingswahl 1946 war die Partei wieder mit zwei Abgeordneten im Parlament vertreten, den Brüdern Símun Petur Zachariasen und Louis Zachariasen.
Seit dem Zweiten Weltkrieg ist der Sjálvstýrisflokkurin stets unter der 10 %-Marke geblieben. Als Partei in der Mitte des politischen Spektrums konnte Sjálvstyri aber trotz ihrer niedrigen Mandatszahlen das Zünglein an der Waage ausmachen. So war die Partei oft an Regierungskoalitionen beteiligt. Im färöischen politischen Koordinatensystem steht der Sjálvstýrisflokkurin eher links in der Mitte, und auch in der Frage der Selbständigkeit der Färöer vertritt sie heute eine sehr moderate Position, zumal ihre Forderungen mit der Anerkennung der färöischen Sprache und dem Autonomiegesetz der Färöer im Wesentlichen erfüllt wurden. Die Unabhängigkeit von Dänemark wird heute vorwiegend von Fólkaflokkurin (konservativ) und Tjóðveldi (sozialistisch) angestrebt.

### Gegenwart
Parteivorsitzender war von November 2011 bis April 2015 Kári P. Højgaard, der seine Partei auch im Løgting vertreten sollte. Da er aber von November 2011 bis September 2013 als Innenminister Mitglied der färöischen Landesregierung war, durfte er im Løgting nicht abstimmen. Er wurde in dieser Zeit von Jógvan Skorheim und Kristianna Winther Poulsen vertreten.
Kári P. Højgaard wurde am 9. April 2015 vom Klaksvíker Bürgermeister Jógvan Skorheim als Parteivorsitzender abgelöst. Højgaard ist jedoch stellvertretender Parteivorsitzender geworden.
Im Juni 2015 gab der neue Parteivorsitzende Jógvan Skorheim bekannt, dass der Name Sjálvstýrisflokkurin aufgegeben werde und die Partei stattdessen in Zukunft unter dem Namen „Nýtt Sjálvstýri“ (deutsch: Neue Selbstverwaltung) antrete. Das Image der Partei hatte in den vergangenen Jahren durch die Verwicklung von Kári P. Højgaard in den Skandal um den Ostinsel-Tunnel (Eysturoyartunnilin) etwas gelitten.
Bei der Løgtingswahl am 1. September 2015 fuhr Nýtt Sjálvstýri 1301 Wählerstimmen ein und erreichte damit 4,0 Prozent aller Stimmen. Jógvan Skorheim erzielte 386 persönliche Stimmen und Kári P. Højgaard 351 persönliche Stimmen. Damit wird Nýtt Sjálvstýri im nächsten Løgting mit zwei Abgeordneten vertreten sein. Bei den Parlamentswahlen 2011 erreichte die Partei zwar 4,2 Prozent der Wählerstimmen, erhielt jedoch nur einen der 33 Løgtingsitze.
Da der Stadtrat von Klaksvík sich jedoch mehrheitlich gegen ein Doppelmandat Bürgermeister und Løgtingabgeordneter ausgesprochen hatte, entschied sich Jógvan Skorheim für das Amt des Bürgermeisters von Klaksvík. Als Nachrücker wird Bárður Kass Nielsen neben Kári P. Højgaard zweiter Løgtingabgeordneter von Nýtt Sjálvstýri.

## Unga Sjálvstýri
Die Partei besitzt eine Jugendorganisation mit Namen Unga Sjálvstýri („Junge Selbstverwaltung“). Die Leitung hat Tróndur Ellingsgaard.

## Sonstiges
Die Partei führt als Parteibuchstabe das D und die Farbe der Partei ist lila.